# Liste der Flughäfen in der Dominikanischen Republik
Die Liste der Flughäfen in der Dominikanischen Republik zeigt die Verkehrs- und Regionalflughäfen der  Dominikanischen Republik.
| Name des Flughafens        | Ort/Provinz   | ICAO-Code | IATA-Code | Bemerkung            |
| -------------------------- | ------------- | --------- | --------- | -------------------- |
| Flughafen Arroyo Barril    | Samaná        | MDAB      |           |                      |
| Flughafen Cabo Rojo        | Pedernales    | MDCR      | CBJ       |                      |
| Flughafen Cibao            | Santiago      | MDST      | STI       |                      |
| Flughafen Constanza        | Constanza     | MDCZ      | COZ       |                      |
| Flughafen Dajabón          | Dajabón       | MDDJ      |           |                      |
| Flughafen El Catey         | Sánchez       | MDCY      | AZS       |                      |
| Flughafen El Portillo      | Samaná        | MDPO      | EPS       |                      |
| Flughafen La Romana        | La Romana     | MDLR      | LRM       |                      |
| Flughafen Las Américas     | Santo Domingo | MDSD      | SDQ       |                      |
| Flughafen María Montez     | Barahona      | MDBH      | BRX       |                      |
| Flughafen Montecristi      | Monte Cristi  | MDMC      |           |                      |
| Flughafen Puerto Plata     | Puerto Plata  | MDPP      | POP       |                      |
| Flughafen Punta Cana       | Punta Cana    | MDPC      | PUJ       |                      |
| Flughafen Sabana de la Mar | Hato Mayor    | MDSB      | SNX       |                      |
| Flughafen San Isidro       | Santo Domingo | MDSI      |           | Militärische Nutzung |
| Flughafen La Isabela       | La Isabela    | MDJB      | JBQ       |                      |